# Gloria Gaither

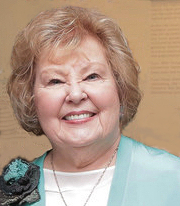
Gloria Gaither (2016)

Gloria Gaither (* 1942) ist eine US-amerikanische Gospel-Sängerin und Autorin verschiedener Lieder dieses Genres.

## Leben
Die als Gloria Lee Sickal 1942 geborene Gloria Gaither wuchs in Battle Creek, Michigan auf. Sie war die Tochter eines Pastors und hatte bereits als junge Frau ein ausgeprägtes Interesse für Literatur und das Schreiben.
Sie besuchte die Clare High School in Clare, Michigan und später das Anderson College, wo sie 1963 cum laude in Französisch, Englisch und Soziologie graduierte. Sie arbeitete dann als Lehrerin für Englisch und Französisch an der Alexandria Monroe High School.
An diesem Ort traf sie auf Bill Gaither. Beide verliebten sich und heirateten 1962 im Dezember. Im Jahr 1967 wandten sich die beiden Lehrer dann der musikalischen Arbeit zu und gründeten mit Bills Bruder Danny Gaither das Bill Gaither Trio.
Zusammen mit ihrem Mann hat Gloria Gaither mehr als 700 Lieder und die zugehörige Musik verfasst. Darunter sind die bekannten Lieder He Touched Me, Because He lives und I Am a Promise. Dabei stammten seit den ersten Jahren die Texte der Lieder von ihr, während ihr Mann die Musik komponierte. Sie beschreibt die Natur ihrer Texte so, dass sie nicht, wie andere Lieder des Genres, über den Himmel und die Zeit dort, bzw. den Gang dorthin schreiben würde, sondern alltägliche Probleme und wie Gott ihr dabei helfen würde, als Themen ihres Schreibens nehme.
Gloria Gaither hat neben den zahlreichen Liedern über 40 Bücher geschrieben und publiziert regelmäßig im Steinbeck Academic Journal. Im Laufe ihres Lebens wurde sie mehrfach mit dem Dove Award ausgezeichnet.
Sie und ihr Ehemann Bill waren im Jahr 2000 die ersten Träger des Christian Songwriter of the Century der ASCAP. Die Eheleute hatten eine wöchentliche Radiosendung, Gaither Music Hour, die nach Schätzungen pro Jahr 75 Millionen Menschen hörten.

## Auszeichnungen

### Gewonnen
- 44th Annual Grammy Awards – Best Southern, Country, Or Bluegrass Gospel Album – Bill & Gloria Gaither Present A Billy Graham Music Homecoming[7]
- 42nd Annual Grammy Awards – Best Southern, Country, Or Bluegrass Gospel Album – Kennedy Center Homecoming[7]

### Nominierungen
- 50th Annual Grammy Awards – Best Southern, Country, Or Bluegrass Gospel Album – Amazing Grace.[7]
- 41st Annual Grammy Awards – Best Southern, Country, Or Bluegrass Gospel Album – Down By the Tabernacle (Album)[7]

### Andere Ehrungen
- 2005: Aufnahme in die Southern Gospel Music Hall of Fame[1]
- 2006: Living Legends, Auszeichnung der Indiana Historical Society[2]
- 2008: Sachem Award durch Gouverneur Mitch Daniels[2]
- 2008: Aufnahme von Bill & Gloria Gaither in die Indiana Broadcast Pioneers Hall of Fame[8]
- 2010: Aufnahme in die  Indiana Wesleyan University’s Society of World Changers[9]
- ASCAP Songwriters of the Century Award[10]